# Chrysocraspeda flavimacula
Chrysocraspeda flavimacula är en fjärilsart som beskrevs av Louis Beethoven Prout 1916. Chrysocraspeda flavimacula ingår i släktet Chrysocraspeda och familjen mätare. Inga underarter finns listade i Catalogue of Life.